# Willow Creek (Montana)
Willow Creek es un lugar designado por el censo ubicado en el condado de Gallatin en el estado estadounidense de Montana. En el Censo de 2010 tenía una población de 210 habitantes y una densidad poblacional de 29,65 personas por km².

## Geografía
Willow Creek se encuentra ubicado en las coordenadas 45°48′35″N 111°38′56″O / 45.80972, -111.64889. Según la Oficina del Censo de los Estados Unidos, Willow Creek tiene una superficie total de 7.08 km², de la cual 7.08 km² corresponden a tierra firme y (0.04%) 0 km² es agua.

## Demografía
Según el censo de 2010, había 210 personas residiendo en Willow Creek. La densidad de población era de 29,65 hab./km². De los 210 habitantes, Willow Creek estaba compuesto por el 94.76% blancos, el 0.48% eran afroamericanos, el 0.48% eran amerindios, el 1.9% eran asiáticos, el 0% eran isleños del Pacífico, el 0% eran de otras razas y el 2.38% pertenecían a dos o más razas. Del total de la población el 0.48% eran hispanos o latinos de cualquier raza.